# Xylomelum
Xylomelum este un gen de șapte specii din familia de plante Proteaceae. Numele provine din cuvintele din limba greacă xylon (lemn) și melon (fruct de pom), cu referire la  fructele lemnoase. Speciile, native Australiei, cresc sub formă de arbuști înalți sau copaci. 
Două specii, Xylomelum angustifolium și Xylomelum occidentale, sunt endemice Australiei de Vest. Celelalte specii sunt găsite în New South Wales și Queensland.

## Specii[1][3]
- Xylomelum angustifolium Kippist ex Meisn. J. Bot. Kew Gard. Misc. 4: 209 (1852)
- Xylomelum benthamii Orchard J. Adelaide Bot. Gard. 21: 89 (2007)
- Xylomelum cunninghamianum Foreman Muelleria 6: 299 (1987)
- Xylomelum occidentale R.Br. Suppl. Prodr. Fl. Nov. Holl.: 31 (1830)
- Xylomelum pyriforme (Gaertn.) Knight Cult. Prot.: 105 (1809) (specie tip)
- Xylomelum salicinum A. Cunn. ex R.Br. Suppl. Prodr. Fl. Nov. Holl.: 31 (1830)
- Xylomelum scottianum (F. Muell.) F. Muell. Fragm. 5: 174 (1866)

## Fructe
Fructele de Xylomelum sunt sub formă de pere lemnoase. Atunci când sunt uscate, perele crapă de-a lungul unei linii centrale, rezultând în două jumătăți. Aceste „pere” au evoluat în primul rând ca o metodă de apărare împotriva prădării de semințe. Cu toate acestea, aceste fructe lemnoase protejează semințele de foc. Johnson și Briggs (1963) consideră că semințele lemnoase din Proteaceae ar putea fi o adaptare evolutivă târzie la foc.

## Clasificare

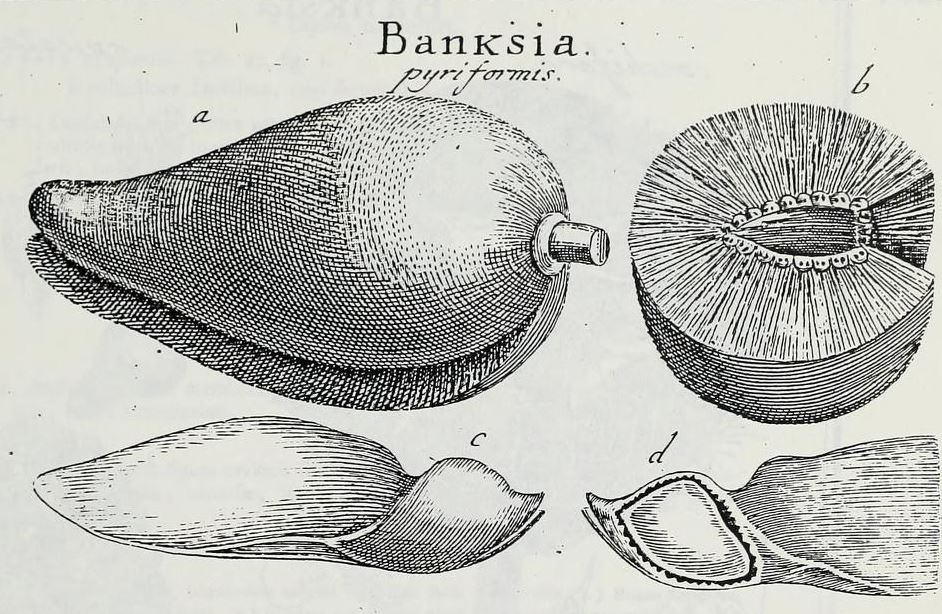
Gravură de Banksia pyriformis (fructe și semințe) din 'De Fructibus...' a lui Gaertner

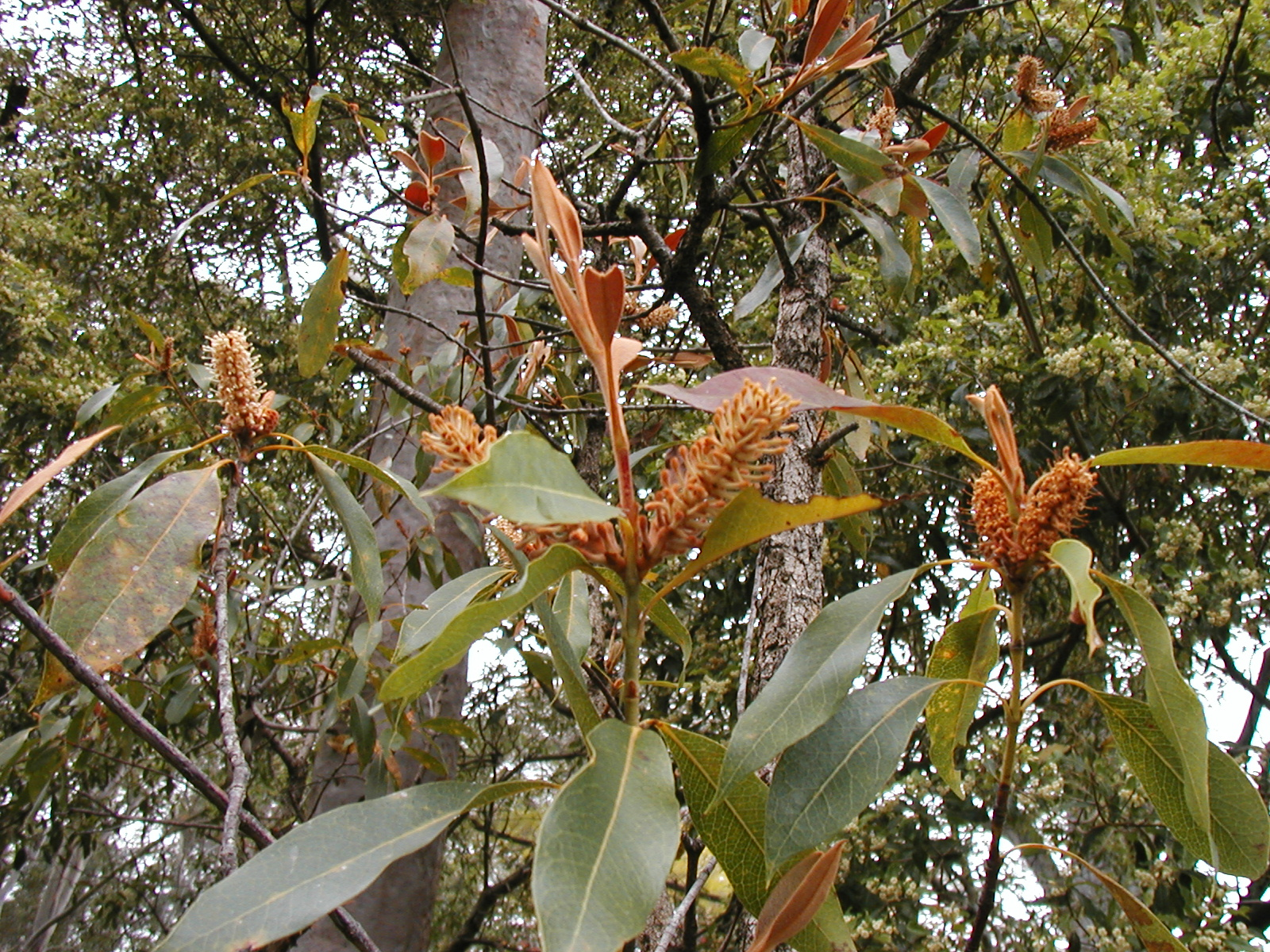
Flori de X. pyriforme

În 1788, Joseph Gaertner a descris specia tip Xylomelum ca Banksia pyriformis, o specie al cărei gen a fost reclasificat în 1798 atunci când James Edward Smith a descris genul Xylomelum, clasificându-l în ordinul natural Proteae al lui Jussieu. Smith a descris caracteristicile esențiale ale Xylomelum ca: inflorescențe de flori cu patru petale și patru stamine, cu un stigmat sub formă de măciucă, cu o capsulă uniloculară cu două semințe, semințe cu aripi.
În 1811, Robert Brown a oferit în volumul On the Proteaceae of Jussieu o cheie a genurilor Proteaceae. Cheia plasează Xylomelum în grupul Proteaceae care au fructe dehiscente și sunt uniloculare cu două semințe, grupând astfel Anadenia, Grevillea, Hakea, Lambertia, Orites și Rhopala. În cadrul grupului, Xylomelum se distinge de Orites și Rhopala prin semințele înaripate, foliculul lemnos îngroșat, cu o loculă excentrică, și stigmatul în formă de măciucă. 
În 1888, Engler a împărțit Proteaceae în două sub-familii, Persoonioideae & Grevilloideae, plasând Xylomelum în Grevilloideae, asemănându-l cu Helicia în a avea axul florii la bază cu patru glande, dar care diferă de acesta prin tipul inflorescenței și semințele cu aripi.
În Proteaceae, Johnson & Briggs (1975) plasează Xylomelum în subfamilia Grevilleoideae și tribul Heliciaea (împreună cu Helicia, Triunia și Hollandaea). Cu toate acestea, Weston & Barker (2006) susțin că în tribul Roupaleae, Xylomelum ar trebui să fie plasat în subtribul Lambertiinae și nu împreună cu Helicia (în subtribul Heliciinae), folosind în parte dovezile din studiile moleculare ale lui Hoot & Douglas, care alătură Xylomelum de Lambertia.